# Зильбер, Израэль
Израэль Зильбер (до отъезда из СССР — Иосиф Залманович Зильбер; род. 25 июня 1933, Рига, Латвия) — латвийский и американский шахматист, победитель чемпионата Латвии по шахматам 1958 года. Мастер спорта СССР (1962).

## Карьера шахматиста в Латвии
Израэль Зильбер был одним из талантливейших шахматистов Латвии после Второй мировой войны. Он был чемпионом Латвии по шахматам в 1958 году, обойдя тогдашнего чемпиона СССР Михаила Таля и победив в дополнительном матче Айвара Гипслиса, чемпионом Риги по шахматам в 1962 и 1974 годах, чемпионом латвийского общества «Даугава» в 1962 году.
Израэль Зильбер представлял Латвию на командных первенствах СССР по шахматам в 1953 (занял второе место на седьмой доске: +4, =2, −1), 1955 (четвёртая доска: +2, =5, −2), 1958 (первая доска: +1, =1, −5), 1960 (пятая доска: 2,5 из 7), 1962 (второе место на четвёртой доске: +4, =3, −1) и 1963 годах (четвёртая доска: 6 из 9). Также Израэль Зильбер выступал за латвийскую команду «Даугава» в розыгрыше командного кубка СССР в 1961 и 1964 годах. В индивидуальных чемпионатах СССР он попадал в полуфиналы в 1956 году, в 1957 году, в 1958 году, и в 1962 году, но пробиться в финал первенства СССР ему ни разу не удалось. Работал товароведом.

## Карьера шахматиста в США
В 1974 году Израэль Зильбер эмигрировал сначала в Израиль, а потом в США. В 1979 году он сыграл на традиционном турнире в Гастингсе, а в следующем году победил на открытом турнире в швейцарском городе Биле. Также его имя можно найти среди участников международного турнира в Манчестере.
Но все же жизнь Израэля Зильбера в США сложилась неудачно. Некоторое время он зарабатывал, играя в Центральном парке Нью-Йорка со случайными посетителями. Этот отрезок его жизни вошёл в американский фильм 1993 года «В поисках Бобби Фишера», где один из персонажей — русский игрок с табличкой «За пять долларов — фото или партия с человеком, который побеждал Таля». Дальнейшие сведения о судьбе Израэля Зильбера противоречивы — по одним свидетельствам он погиб зимой, как бездомный, а по другим — его смерть ещё нуждается в официальном подтверждении.